# 정영웅
정영웅(1979년 6월 19일 ~ )은 대한민국의 성우로, 2004년 교육방송 성우극회 공채 20기로 입사했다.

## 약력
예능, 교양, 휴먼, 다큐멘터리 등 다양한 모든 프로그램의 내레이션을 중심으로 활발한 활동을 보이고 있으며, 게임에서 스타크래프트2의 불곰목소리로 주목을 받으며, 다양한 캐릭터로 자주 등장하는 목소리다.
히든싱어 프로그램에서는 박력있는 목소리로 출연자들을 소개하고 있다.
우리에게 친숙한 백상예술대상시상식의 내레이션을 매년 담당하고 있다.
대한민국에서 독보적인 중저음의 신뢰감있는 목소리가 특징이다.

## 주요 작품

### TV 내레이션
- 히든싱어1,2,3,4,5,6,7(JTBC)
- 마이 리틀 텔레비전(MBC)
- 팬텀싱어1,2,3,4(JTBC)
- 고교동창골프최강전 (SBS golf)
- 기사회생(tv조선)
- 엄지의 제왕(MBN)
- 쌉니다 천리마마트 (tvN)
- 세계 미식 대전(KBS)
- 건강비법서(OBS)
- 도플싱어가요제(JTBC)
- 2TV 생생정보(KBS)
- MBN 생생정보마당 ((MBN)
- JTBC 다채로운아침 ((JTBC)
- 인생앨범 예스터데이(MBN)
- 쩐당포(SBS plus)
- 살림 9단의 만물상(TV조선)
- 우리는 슈퍼스타K2 - BACK STAGE (M-net)
- 우리는 슈퍼스타K2 - BACK STory (M-net)
- 오늘 굿데이(JTBC)
- 편의점 샛별이(SBS)
- 식품을 탐하다(JTBC)
- 부르면 갑니다 머슴아들(채널A)
- 힐링의 품격(jtbc)
- 마녀사냥 100회 특집 (우리끼리어워드)(jtbc)
- 내가 진짜 스타(SBS)
- 아이디어 대한민국 나는 농부다(KBS)
- 국민 신문고 (YTN)
- 슈퍼스타K3 소셜클럽(M-net)
- 건강의 품격(jtbc)
- 연예 특종(jtbc)
- 황금열쇠(TV조선)
- KBS 수요 기획 - LAPD(KBS)
- TV-책을 말하다 - 박경리선생 토지(KBS)
- 킬빌(MBC)
- 몸으로말해요 몸의대화 (TVN)
- 테이스티로드(Olive)
- 지혜의 한 수 - 회초리(mbn)
- 대한민국 교육위원회(jtbc)
- 살림의 신 2(jtbc)
- 이것이 진짜 공부다(tvn)
- 한양 스캔들(채널 A)
- 노다지쇼 팡팡(MBN)
- NSA 수사대(jtbc)
- 세기의 대결(jtbc)
- 통일 전망대(MBC)
- 소리의 신(jtbc)
- 특강쇼 바운스(jtbc)
- 제6회 EIDF 2009 국제 다큐 영화제 시상식(EBS)
- 다큐멘터리 《쓰나미 그 이후》
- 북쇼 중계석"손에책"(KBS)
- 블랙박스(tvN)
- 마법의 왕(tvN)
- E-NEWS-가장 많이 본 뉴스(tvN)
- 슈퍼 투어(M-net)
- 파이터 김동현을 말하다(수퍼액션)
- 스위트룸1,2,3(패션앤)
- 서바이벌 천재적인 생활(MBC Life)
- 뉴이스트 상륙작전(MBC music)
- 박순이 랭킹 12(MBC music)
- 이은결 김원준의 탑 매직(채널 A)
- E-NEWS- 비하인드스타- 100초 스피드 인터뷰(tvN)
- 현장 토크쇼 TAXI- 택시 어워드(tvN)
- 리얼스토리 묘-실태보고 유흥업계 그곳에선 지금 무슨일이(tvN)
- 책 읽어주는 여자 밑줄긋는 남자(EBS)
- 로봇파워(EBS)
- 연애 전당포(E채널)
- tvn 이뉴스 《앙드레김-패션계의 전설을 잃다-앙드레김 일대기》(tvN)
- 튠업(M-net)
- 변정수 올리브 쇼<올리브쇼 어워드>(올리브TV)
- e-news <지 못 미 어워드>(tvn)
- E-news-패션테러리스트(tvN)
- 남아공월드컵 대한민국vs우루과이전 전략분석 (SBS)
- LG WEB TV 매뉴얼(LG)
- 개국 3주년특집 라이브레슨70현장을 가다 (J GOLF)
- 라이더컵(J 골프)
- 지앤리사운드배 <올스타 챔피언십>(SBS GOLF)
- 나도야간다 (MBC)
- 스캔들<프롤로그,에필로그>(tvN)
- 시크릿노트(J 골프)
- 강남feel 댄스 교습소(MBC music)
- 시사투나잇 헤딩라인뉴스(KBS)
- 건강의 품격 (jtbc)
- 프로야구 결산 특집<황금시대>(SBS)
- 중앙회원권배 프로구단 슈퍼리그 (J GOLF)
- EIDF 국제 다큐 영화제 <개막식, 폐막식> 작품 영상 내레이션(EBS)
- M-1 어플릭션 밴드- 60억분의 1 예멜리아넨코 표도르(SBS스포츠)
- 다큐 세상 <소금,전통으로 가치를 만들다> (KBS1)
- EIDF 국제 다큐영화제 시상식
- 2014 방송통신위원회 방송 대상 시상식
- 2015 방송통신위원회 방송 대상 시상식
- 2017 미스코리아 선발대회
- 2019 미스퀸 코리아 선발대회
- 제19회 KBS 119상 시상식
- 제22회, 제24회 한국 PD 대상 시상식
- 제50회 백상 예술 대상 시상식
- 제51회 백상 예술 대상 시상식
- 제52회 백상 예술 대상 시상식
- 제53회 백상 예술 대상 시상식
- 제54회 백상 예술 대상 시상식
- 제55회 백상 예술 대상 시상식
- 제56회 백상 예술 대상 시상식
- 제57회 백상 예술 대상 시상식
- 제58회 백상 예술 대상 시상식
- 제59회 백상 예술 대상 시상식
- 제60회 백상 예술 대상 시상식
- 제61회 백상 예술 대상 시상식

### 라디오
- 원더풀 라디오 김태원입니다!(MBC) - 영원한 친구
- 신동, 박규리의 심심타파(MBC) - 문자 재발견퀴즈<으~응> / 끊지마 끊지마 확장판이야, 끊지마~
- 지상렬 노사연의 두시만세(MBC) - 출동! 간트콤
- 2시의 데이트 박경림입니다(MBC) - '1년이 지나도'
- 박경림의 별이 빛나는 밤에(MBC) - 별밤이 당신을 응원하겠습니다, 오늘의 당신
- 박경림의 별이 빛나는 밤에(MBC) - '별이 빛나는 밤에' 40주년 기념 특집방송 "격동 별밤 그 40년의 기적"
- 라디오 삼국지(EBS)
- 생방송 English GoGo - 금요일 egg클리닉(EBS)
- 이보영 반짝영어(EBS)
- 최형만 이상희 속시원한 라디오(EBS) - 라디오 고사성어
- 이광기 이지희의 알토란
- 한영애의 문화 한페이지(EBS)
- 황현희의 시사난타
- 생방송 English GoGo 시즌2
- 오종철의 성공시대
- 박나림의 명사 인터뷰
- 김미화의 세계는 그리고 우리는(MBC) - 6.25특집 이산가족 / 8.15특집 독일 통일 20주년
- 라디오 기획특강
- 신나는 운전석
- 박철의 방방곡곡
- 시사바다 배종찬입니다
- 장수정의 달리는 라디오
- tbn캠페인

### TVCF/광고/SPOT
- 현대카드 TVCF
- 백발백중 TVCF
- 이카운트 RADIO CM
- 파파존스 피자 TVCF
- 닌텐도3DS 루이지맨션 TVCF
- 오션월드 TVCF
- 모두의 마블 TVCF
- 포켓몬 카드게임
- 러스티 블러드
- 보이스 코리아
- 히든싱어
- 문제적 남자
- UFC 추성훈 vs 크로캅vs 쇼군 (수퍼 액션)
- FIFA U-17 나이지리아 청소년 월드컵(SBS스포츠)
- 표도르 vs 로저스(SBS스포츠)
- CJ 슈퍼레이스 챔피언십
- 올리브쇼 S-Girl을 찾아라(올리브TV)
- 이승엽 클라이막스 스테이지2(SBS스포츠)
- 표도르 M1 챌린지 서울
- 일본프로야구 이승엽VS임창용
- 대한민국 프로 농구
- 하이서울 마라톤대회
- 베이징 올림픽
- 중화TV 대기 영웅전
- 대한생명 MBC 캠페인
- NGC 월드스페셜 조세현 "시안의 초상"
- 하이마트
- 부자들의 음모(흐름출판사)
- ENC건설
- 미스터리 헌터 고스트캠프(comedy tv)
- MBC FM 4U 여름음악페스티벌(MBC)
- 공룡 엑스포
- SBS 고릴라(SBS)
- Gtour pro golf
- 아이나비 칼트윈 RADIO CM
- 마스슬립 RADIO CM
- 신세계

### 기업홍보
- 금호 아시아나건설/ GS 칼텍스/ 국민건강 보험공단/ CJ / SK하이닉스 / 포스코/ GS / 한솔 미디어센터/한국 자동차부품 연구원/ 신세계 /교보생명/웅진/미래에셋/ 한국 데이터베이스 진흥센터/ 바이럴CUVE/ 구디스 영어/ U-세종/삼성 반도체 /코리아 카파크/ 김대중 컨벤션센터 U-City/삼성생명/ 순천향대학교/ 현대해상/ 김해 문화의 전당/고산RIS /창원시 도농통합 10주년/대구 동성로 THE 락/ 아이러브안과/삼성 에스원 시큐러티/ 전자정부 공통서비스/ 한국KFG /삼성엔지니어링/ 컬러풀 대구시 /삼성/ POSCO /충무로 영화영상 테마파크 /대한민국 각정당 홍보영상 /한국 도로 공사 / 한국 수자원 공사/ 관세청/ SK /한국도시철도공사 외 다수

### 게임
- 엔씨소프트 아이온
- 던전스트라이커 - 모단, 젤론
- 스타크래프트: 리마스터 - 정신체
- 스타크래프트 II: 자유의 날개 - 불곰(Marauder), 가브리엘 토시, 자치령 장교, 케브 "방울뱀" 웨스트, 감염자
- 블레이드 앤 소울 - 적룡귀, 귀살문, 효신박, 융철권, 마골카
- 드래곤 플라이 퀘이크워즈 온라인
- 블랙샷
- 라임 오딧세이 - 칸바 레드스카
- 드래곤 플라이 카르마 - 한국어판
- 엠게임
- 엘소드 - 쉐도우 마스터, 아발란쉬, 환각의 호아킨, 이플리탄, 스카, 메손
- 사이퍼즈 - 레이튼 펠프스
- 섀도우버스 - 마윈
- 카트라이더 - 넥슨
- 던전 앤 파이터 - 엔조 시포
- 한자마루
- NHN C9
- 월드 오브 워크래프트
- 하스스톤: 워크래프트의 영웅들
- 리니지 II
- 도타2 - 파도사냥꾼
- 블리츠2
- 커츠펠

### EBS
- 놀이터 구조대, 뽀잉 (EBS) - 빙빙
- 이너레인저 (EBS) - 무스타, 뮤타클
- 출동! 슈퍼윙스 (EBS) - 봉반장
- 냉장고 나라 코코몽(EBS)(투니버스) - 감자팡
- 뽀로로 동화나라(EBS)
- 엄마까투리 (EBS) - 쇠똥구리
- 로보카 폴리 (EBS) - 맥스, 레피
- 미니특공대 (EBS) - 투투, 기계몬, 피오, 메두사, 뱀프, 아포피스, 펭코
- 막내둥이 또또 (EBS)
- 명탐정 피트 (EBS) - 바바
- 트랜스포머 프라임 (EBS) - 벌크헤드, 비콘, 인섹티콘
- 꼬마버스 타요 (EBS) - 빅, 스카이
- 뽀로로 10주년 TV스페셜 (EBS) - 항해사
- 와글와글 친구들 (EBS) - 덜렁씨, 힘센씨, 참견씨
- 머털도사(EBS) - 구마, 도깨비, 괴물
- 동물대탐험 구리구리댕댕(EBS) - 늘보
- 펫시트콤 달려라 도라라(EBS) - 돈조앙, 뻐끔이
- 이상한 섬의 릴리(EBS) - 아빠, 왕코, 비버, 대장
- 너티너츠(EBS) - 크러스트
- 출동소방관 샘(EBS) - 톰
- 삼국지(EBS) - 전위, 허저, 하후돈
- 쿵후스컹크(EBS) - 황소
- 칙칙폭폭 처깅턴(EBS)(애니원) - 해리슨, 무탐보
- 뚜바뚜바 눈보리(EBS)(애니원) - 멍구리, 콜디구리
- 부릉! 부릉! 브루미즈 (EBS) - 깨갱
- 미니특공대 X - 단쵸, 라이트 박사
- 미니특공대 슈퍼공룡파워 (EBS) - 브라카, 지니맨, 포포, 변기 괴물, 만두 괴물(첫째)
- 세미와 매직큐브(EBS)
- 미니특공대 (EBS) - 보스킹
- 칙칙폭폭 처깅턴(EBS) - 해리슨, 무탐보
- 뚜바뚜바 눈보리(EBS) - 멍구리, 콜디구리
- 냉장고 나라 코코몽 - 감자팡

### EBS 방송 방영
- 생방송 톡톡 보니하니(EBS) - 문제의 제왕, 알드레공

### KBS
- 핑크퐁 원더스타 - 코디
- 쥐라기캅스 - 데스바리안
- 또봇V - 탱크가이
- 헬로 카봇 - 터보

### 투니버스
- 명탐정 코난 (애니메이션) (15기) - 서동균 (투니버스)

### MBC
- 파워배틀 와치카 - 마루, 맥아저씨

### 영화 애니 더빙
- 앵그리버드 더 무비 - 밤
- 뮨:달의 요정 (극장판) - 리윤, 크랙
- 앵그리 버드 2: 독수리 왕국의 침공 - 밤
- 빨간모자의 진실2 (극장판) - 자이언트
- CGV 가필드 2 - 마법의 샘물(극장판) - 일라이, 주니어
- CGV 부그와 앨리엇 2(극장판) - 이안, 루퍼스, 라일리
- 도라에몽-진구의 마계 대모험 7인의 마법사(극장판) - 대마왕
- 파워배틀 와치카 미니카 배틀리그: 불꽃의 질주(극장판) - 마루, 맥

### 뮤지컬
- 에버랜드 - 뮤지컬 드림오브라시언 (뮤지컬) - 대마왕

### 대원방송
- 소년탐정 김전일Original - 마다라메, 와즈마
- 블랙잭 2기 - 쿠마박사
- 오락가락 프랜즈 - 등치뭉치
- 노틀담의 꼽추-극장판 - 유프라테스
- 잭과 콩나무 - 경매인, 왕
- 집없는 곰 텐저린 - 바질
- 히맨과 쉬라의 비밀의 검 - 크린저
- 데스노트 - 키타무라 코레요시, 간부, 죄수, 남학생, 선생님, 사신, 형사, Y462
- 자이언트로보 - 아라시
- 코텐코텐코 - 대마왕, 괴물, 바위
- 배리배리 크리스마스 - 곰
- 금색의 갓슈벨 - 램블란트, 불량배
- 아이실드21 - 옥스, 덩치
- 히맨과 쉬라 - 크린저
- 잭과 콩나무 - 왕, 경매인
- 꼬마곰 텐저린 - 불독
- 페어리 테일 - 월리
- 디지몬 세이버즈 - 샤벨레오몬, 원뿔몬

### 특촬물
- 파워레인저 엔진포스 (대원방송) - 낙뢰검, 엔진대장군, 엔진반기, 교사
- 파워레인저 정글포스 (대원방송) - 불도저 오르그, 노래방 오르그, 라세츠
- 파워레인저 캡틴포스 (대원방송) - 바리조그
- 파워레인저 갤럭시포스 (대원방송) - 챔프(옥스 블랙)

### 타방송사
- 형사 가제트(재능방송, 카툰) - 클러박사, 단역
- 컨피던스(SBS) - 라이오넬(릴런드 오서) / 모건(로버트 포스터) / 할린(톰 리스터 주니어)
- 톰과 제리(카툰) - 왕, 부치
- 아드레날린 브라더스(카툰네트워크)
- 완다가 간다(디즈니채널) - 지렁이 괴물, 제왕 도미네이터(갑옷), 파파둠
- 떴다! 퀘스트 기사단(카툰네트워크) - 오건 장군
- 명탐정 코난(애니맥스) - 김태원, 검은 옷
- 밀림의 왕자 레오2(카툰) - 고다, 스컹크
- 닌자거북이 에볼루션(SBS, 니켈로디언) - 드랙섬 남작, 레포 맨티스, 단역
- 트롤헌터: 아카디아의 전설 - 아아알
- 에드라는 이름의 세 친구 - 에드
- 던전앤파이터: 숙명의 바퀴(애니맥스) - 바칼
- 마블 퓨처 어벤져스(디즈니채널) - 아레스
- 스타워즈 반란군(디즈니채널) - 젭
- 버니큘라(부메랑) - 해럴드

### 동화책(오디오북)
- 하루 5분 아빠 목소리 - 예담출판사

### 사회 멘트 / MC 아나운서
- '삼성 애니콜·하우젠 아이스 올스타즈 2009 김연아 아이스쇼(SBS)
- 안양 SBS 스타즈 농구 올스타전 (SBS)
- 2008,2009,2010,2011 EBS 입시 설명회
- 2014 코엑스 국제 사진 대전 개막식
- 2017 미스코리아선발대회
- 2019 미스퀸코리아선발대회
- 코엑스EBS 로봇파워 대한민국 로봇대전 개막식
- EIDF 국제 다큐 영화제 페스티벌 개막식 /폐막식
- 2014 제50회 백상 예술 대상 시상식
- 2015 제51회 백상 예술 대상 시상식
- 2016 제52회 백상 예술 대상 시상식
- 2017 제53회 백상 예술 대상 시상식
- 2018 제54회 백상 예술 대상 시상식
- 2019 제55회 백상 예술 대상 시상식
- 2020 제56회 백상 예술 대상 시상식
- 2021 제57회 백상 예술 대상 시상식
- 2022 제58회 백상 예술 대상 시상식
- 2023 제59회 백상 예술 대상 시상식
- 2024 제60회 백상 예술 대상 시상식
- 2025 제61회 백상 예술 대상 시상식

## 관련 문서
- 교육방송 성우극회